# Alejandro I de Lieja
Alejandro I de Lieja (condado de Jülich, segunda mitad del siglo XI - † Lieja, 6 de julio de 1135) fue príncipe-obispo del principado de Lieja de 1128 a 1135.

## Biografía
Alejandro I era hijo del conde Gerardo III de Jülich.
A la muerte de Otbert de Lieja en 1119, cuando todavía era archidiácono en el capítulo de san Lamberto intentó una primera vez obtener el cargo. Fue elegido por el pueblo y pagó 7000 libras al emperador Enrique V del Sacro Imperio Romano Germánico. Pero Enrique V terminó siendo excomulgado y el capítulo anuló la elección y eligió a Federico de Namur. Resistió desde Huy pero Frederico, con la ayuda de su hermano Alberto II, conde de Namur, consiguió vencerle y Alejandro tuvo que someterse.
Después de la muerte por envenenamiento de Federico, volvió a intentar acceder al cargo, pero fue Alberto I de Lovaina el que ganó el sufragio. A la tercera, en 1228 finalmente obtuvo el báculo al que aspiraba desde tantos años.
Durante la guerra entre Godofredo I de Lovaina y Valerán II de Limburgo eligió el bando de Valerán. Juntos sitiaron el condado de Duras, cerca de Sint-Truiden, en la frontera con el ducado de Brabante y el condado de Loon. El conde de Lovaina se alió con Teodorico de Alsacia, conde de Flandes y el asedio terminó de manera incierta. El 7 de agosto de 1129 Alejandro ganó la batalla de Wilder, ayudado por el conde de Loon.
El 22 de marzo de 1131 organizó un encuentro solemne en la catedral de san Lamberto con el emperador Lotario II, el papa Inocencio II, Bernardo de Claraval y 32 obispos más. A pesar de la admiración papal para su prevalencia en las batallas, al ser acusado de simonía el concilio de Pisa le destituyó en 1135. 
Alejandro se retiró a la abadía de san Gil, en la que murió el 6 de julio del mismo año.

### Citas
1. ↑  «L'église impériale: de Frédéric de Namur à Albert de Cuyck». La principauté de Liège Essai de chronologie (en francés). 2013. Archivado desde el original el 5 de noviembre de 2013. Consultado el 20 de marzo de 2014.
2. ↑  Hennebert, F. (1886). «Biographie nationale de Belgique/Tome 1/ALEXANDRE Ier». fr.wikisource (en francés). Consultado el 19 de marzo de 2014.